# Henning Christiansen
Henning Christiansen (Copenhague, 28 de mayo de 1932– 10 de diciembre de 2008) fue un compositor danés, miembro activo del movimiento Fluxus. 
Su objetivo general era trabajar en colaboración y traspasar los límites convencionales de un genio artístico aislado. De este modo, trabajó con artistas de la talla de Joseph Beuys, Nam June Paik, Bazon Brock y Wolf Vostell así como también con su mujer Ursula Reuter Christiansen. Tiene otras colaboraciones con artistas como Bjørn Nørgaard, Carlo Quartucci, Carla Tato, Ernst Kretzer, Ben Patterson, David Moss, Ute Wassermann, Andreas Oldörp, Christophe Charles, Bernd Jasper, Henrik Kiel, Vilem Wagner, Vladimir Tarasov, Niko Tenten, entre otros.
Así mismo, creía en la necesidad de traspasar los límites convencionales entre las disciplinas artísticas. Esto es visible desde su participación en Fluxus, a través de numerosas performances colaborativas hasta su posición como profesor en la Academia de Arte de Hamburgo (Hochschule für Bildende Künste – HfBK).[cita requerida]
Christiansen vivió casi 40 años en las isla danesa de Møn. Presentó una exposición retrospectiva en Copenhagen y participó en el festival musical Wundergrund poco antes de su muerte. 

## Obra seleccionada
- Sonate Op. 13 (1962)
- Perspective Constructions (1965)
- Beckett-sange Op. 14 (1963)
- Den arkadiske op.32 (1966)
- fluxorum organum Op.39 (1967)
- Hulemåned Op. 143 (1981)
- Betrayal Op. 144 (1981)
- Sulemåned Op. 145 (1981)
- Kong Frost Op. 147 (1982)
- Maskemåned Op. 148 (1982)
- Kameliadamens kærlighed og død Op. 152 (1983)
- Symphony Natura Op.170 (1985)
- Abschiedssymphonie Op.177 (1988)
- Kreuzmusik (1989)
- Verena Vogelzymphon (1991)
- Dust Out of Brain (1995)